# Victor Marijnen
Victor Gerard Marie Marijnen (ur. 21 lutego 1917 w Arnhem, zm. 5 kwietnia 1975 w Hadze) – holenderski polityk, prawnik, działacz Katolickiej Partii Ludowej.

## Życiorys
Był ministrem rolnictwa i rybołówstwa (1959–1963). W latach 1963–1965 sprawował funkcję premiera Holandii. Od 1965 do 1966 pełnił mandat deputowanego do Tweede Kamer. W latach 1968–1975 zajmował stanowisko burmistrza Hagi.